# Maz Kanata
Maz Kanatalà một nhân vật hư cấu trong loạt sử thi Star Wars. Được giới thiệu trong bộ phim năm 2015 Star Wars: The Force Awakens, bà là một nhân vật CGI lồng tiếng và biểu diễn qua công nghệ ghi hình chuyển động bởi Lupita Nyong'o. Maz, đã từng là một tên cướp biển và buôn lậu, đã hơn 1.000 năm tuổi và quản lý một quán rượu giữa các vì sao trong một lâu đài trên hành tinh hư cấu Takodana.

## Nhân vật

### Khái niệm và sáng tạo
Biên kịch/đạo diễn của Thần lực thức tỉnh, J. J. Abrams nói với Entertainment Weekly vào tháng 11 năm 2015, "Tôi muốn tạo ra [Maz] được điều khiển bằng rối, nhưng khi chúng tôi đã nhận ra những cảnh mà bà ấy cần làm để quay phim, chúng tôi thay đổi suy nghĩ rằng ghi hình chuyển động là cách làm đúng." Với hầu hết các sinh vật khác trong cảnh của cô đều là những hiệu ứng thực, Abrams lưu ý:
Maz cần phải có cái dáng và cái cảm giác giống như các sinh vật đó. Và bởi tính di động của nhân vật, và cũng bởi vì vai trò của nhân vật, nó trở nên rõ ràng rằng đó là một sinh vật mà chúng tôi nên sử dụng công cụ CG. Nhưng phần diễn xuất tất cả là của Lupita. Cô ấy ở trên phim trường, và chúng tôi cũng đã quay các phiên sau đó của cô.

Abrams nói, "Tôi đã có một số ý tưởng cụ thể về cách bà ấy sẽ hoạt động và những gì bà ấy sẽ làm. Tôi đề xuất cái kính mắt mà bà dùng trong phi. Mắt bà ấy là một khía cạnh quan trọng của nhân vật này, và bạn sẽ thấy tại sao nó lại quan trọng thế." Abrams nói với tờ báo tại thị trấn quê nhà của mình, tờ Palisadian-Post, rằng ông dựa Maz trên giáo viên tiếng Anh của anh tại trường trung học phổ thông Palisades Charter, Rose Gilbert. Anh nói:
Chúng tôi thực sự muốn câu chuyện cảm thấy chân thực, mặc dù nó chỉ là một bộ phim tưởng tượng. Tôi đã đề cập đến Rose trong một cuộc họp ban đầu như là một loại mãu hình vượt thời gian, thông thái mà tôi đã thực sự biết đến trong cuộc đời của mình... Trong khi chúng tôi thử nghiệm với nhiều ngoại hình và phong cách trước khi giải quyết thiết kế cuối cùng của nhân vật, Rose luôn là trung tâm của nguồn cảm hứng cho Maz.

### Thể hiện

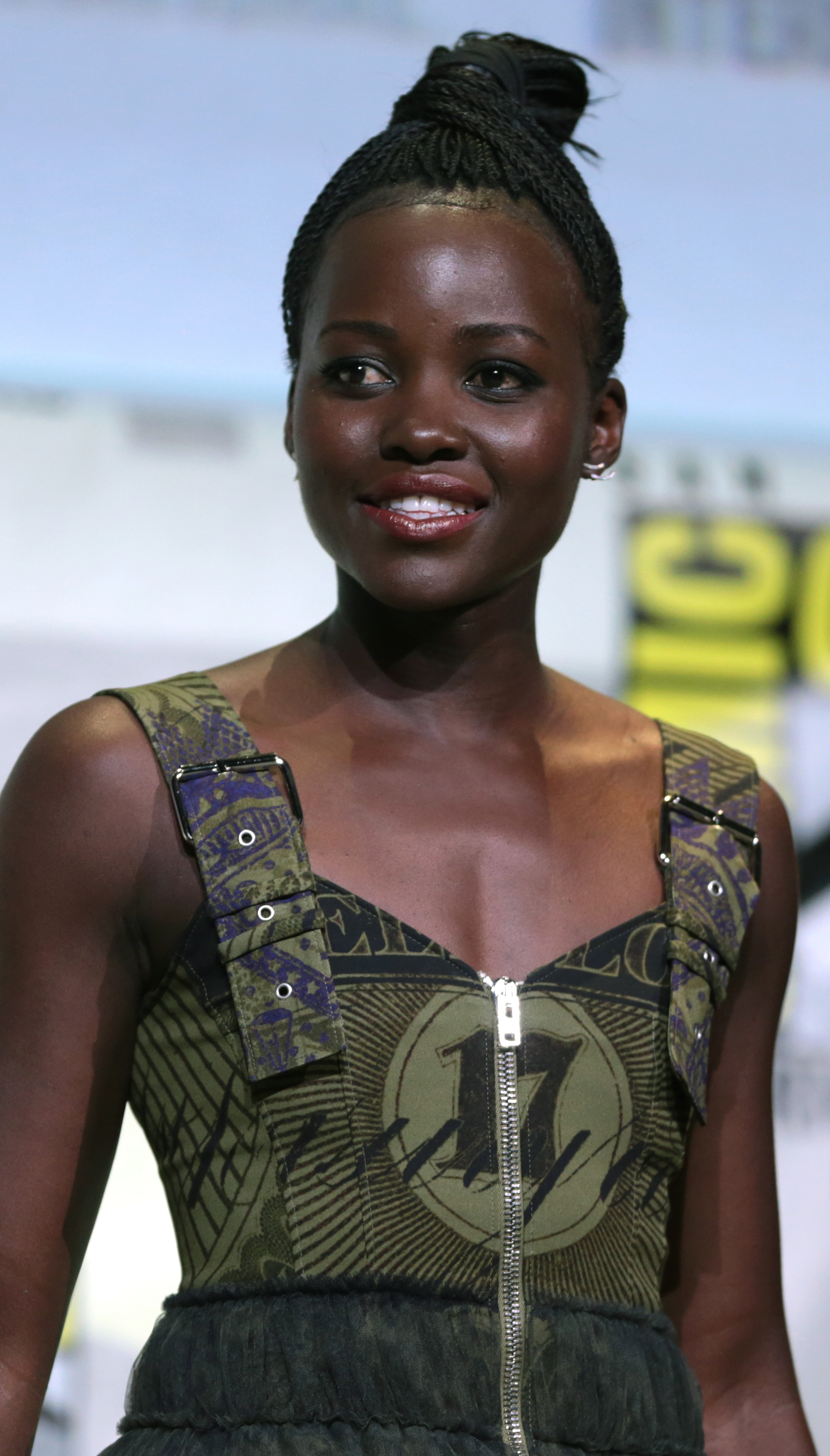
Lupita Nyong'o trong vai Maz.

Cuộc gặp gỡ của Nyong'o với Abram về vai diễn chưa được tiết lộ đã được thông báo vào tháng 3 năm 2014, và diễn xuất của cô trong bộ phim lần đầu tiên được công bố vào ngày 29 tháng 4 năm 2014. Nyong'o được tiết lộ là đang đóng vai một nhân vật hoạt hình CGI, cướp biển Maz Kanata, trong một buổi chụp hình với Vanity Fair tháng 5 năm 2015 bởi Annie Leibovitz. Nhân vật này lần đầu tiên được nghe trong một TV spot của The Force Awakens, phát hành vào tháng 11 năm 2015. Vài ngày sau, Abrams xác nhận suy đoán của người hâm mộ rằng Maz xuất hiện trên tấm áp phích quảng cáo của bộ phim, đã được phát hành trước đó vào tháng 10 năm 2015, họ chỉ ra bà là một người ngoài hành tinh nhỏ đeo kính khổng lồ.
Do sự nhấn mạnh của Abrams vào đôi mắt của nhân vật, Nyong'o nhận xét, "Là một diễn viên, đôi mắt của bạn cũng là một trong rất nhiều cách mà bạn giao tiếp. Vì vậy, đôi mắt chắc chắn là một món quà để là sự ma thuật của nhân vật CGI này." Nyong'o cũng được huấn luyện về vai diễn ghi hình chuyển động của cô bởi diễn viên Andy Serkis, người đóng vai nhân vật CGI Thủ lĩnh Tối cao Snoke và đã từng đóng vai chính là CGI trong các bộ phim khác. Cô ấy nói, "Lời khuyên lớn nhất mà anh ấy đưa cho tôi, một điều quan trọng để luôn nhớ lấy, đó chính là một nhân vật ghi hình chuyển động mà bạn phát triển sẽ giống như bất kỳ vai diễn nào khác. Bạn phải hiểu nhân vật là ai và điều gì khiến họ trở nên như thế."